# Mary Steen
Marie (Mary) Dorthea Frederikke Steen, född 28 oktober 1856 i Hvilsager, död 7 april 1939 i Köpenhamn, var en dansk fotograf och kvinnorättsaktivist.
Hon föddes i byn Hvilsager på Jylland som dotter till lärare och kyrkosångare Niels Jensen Steen och Caroline Kirstine, född Petersen, och reste till Köpenhamn för att utbilda sig till kontorist. Steen trivdes inte med kontorsarbetet och utbildade sig istället till fotograf i Sverige och senare Köpenhamn. 
År 1884 öppnade Mary Steen sin atelje på Amagertorv i centrum av Köpenhamn och visade snart att hon var minst lika kompetent som sina manliga kollegor. Hon ställde ut på Den Nordiske Industri-, Landbrugs- og Kunstudstilling i Kjøbenhavn 1888, där hon fick en silvermedalj för sina interiörbilder från kungliga och privata hem, och på Världsutställningen i Chicago 1893.

## Motiv

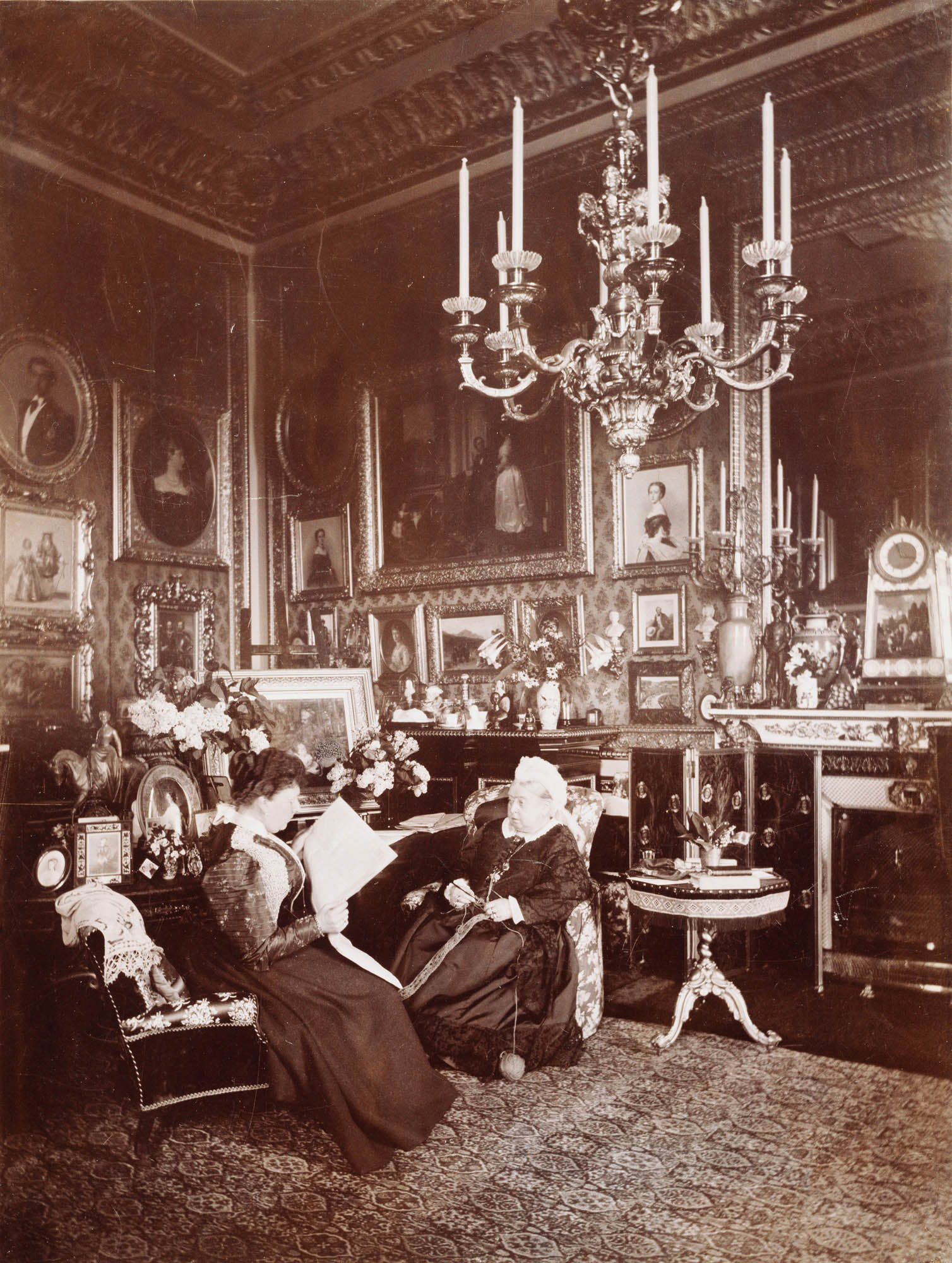
Drottning Victoria och prinsessan Beatrice på Windsor Castle, 1895

Mary Steen specialiserade sig på interiörfotografi som på den tiden var mycket svårt på grund av den primitiva tekniken och avsaknaden av elektriskt ljus, men hon fotograferade också många porträtt. Bildserien Ett minne från Fredensborg , som publicerades i Illustreret Tidene år 1890, är några av de första interiörfotografier som har publicerats i en tidskrift. År 1888 utnämndes hon, som första kvinna, till dansk hovfotograf och 1896 blev hon hovfotograf för den danskfödda prinsessan Alexandra, som senare blev engelsk drottning (gift med kung 
Edward VII). Året innan hade Alexandra inviterat henne till London där hon fotograferade medlemmar av kungafamiljen i Marlborough House, Saint James's Palace och Windsor Castle.

## Kvinnokamp
Mary Steen kämpade för kvinnors rättigheter och blev en förebild för många kvinnor som ville fotografera. Hon arbetade för rätten till åtta dagars semester och lediga söndagseftermiddagar, som hon själv tillämpade i sin atelje. Åren 1891–1896 var hon den första kvinnan i Dansk Fotografisk Forenings styrelse, och hon var också aktiv i Dansk Kvindesamfund där hon satt i styrelsen åren 1889–1892. Tillsammans med fotografen Julie Laurberg porträtterade hon många av ledarna inom den danska kvinnorörelsen. År 1891 fick hon ett stipendium från Den Reiersenske Fond som hon använde till en studieresa till Tyskland och Österrike (Wien). Hon såg också till  att hennes kvinnliga släktingar fick en god utbildning.
Steen ansåg sig inte som konstnär utan betecknade sina alster som konsthantverk. Författaren Agnes Henningsen, som år 1895 blev elev hos Mary Steen, har i sina memoarer beskrivit henne som kraftfull och energisk. Hon tvingades stänga sin atelje år 1918 på grund av hörselproblem och sålde den till skådespelaren Robert Schyberg.

## Privatliv
Privat bodde Mary Steen först tillsammans med en norsk kvinnlig fotograf, fröken Torp, som troligen hade varit hennes elev. Senare levde hon tillsammans med målaren och vännen Olga Meisner-Jensen. De hade en stor bekantskapskrets och en sommarvilla i Rungsted. Efter Steens död år 1939 såg väninnan till att alla i familjen fick något efter “moster Mary”. För dem var hon en bestämd och kanske lite skarp moster med sitt kortklippta hår och skräddarsydda jackor och långa kjolar.

## Galleri

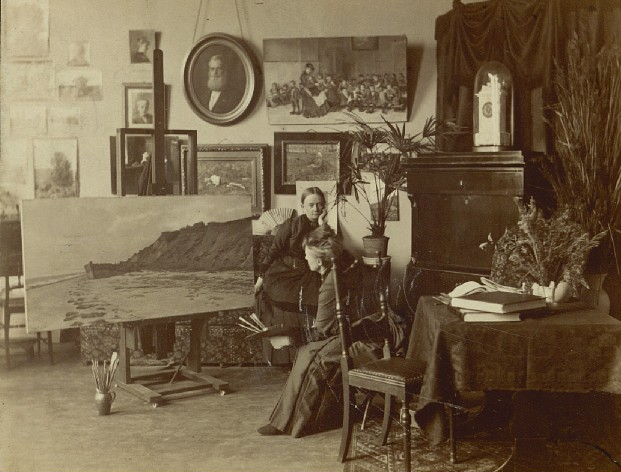
Marie Luplau i sin atelje, cirka 1885.
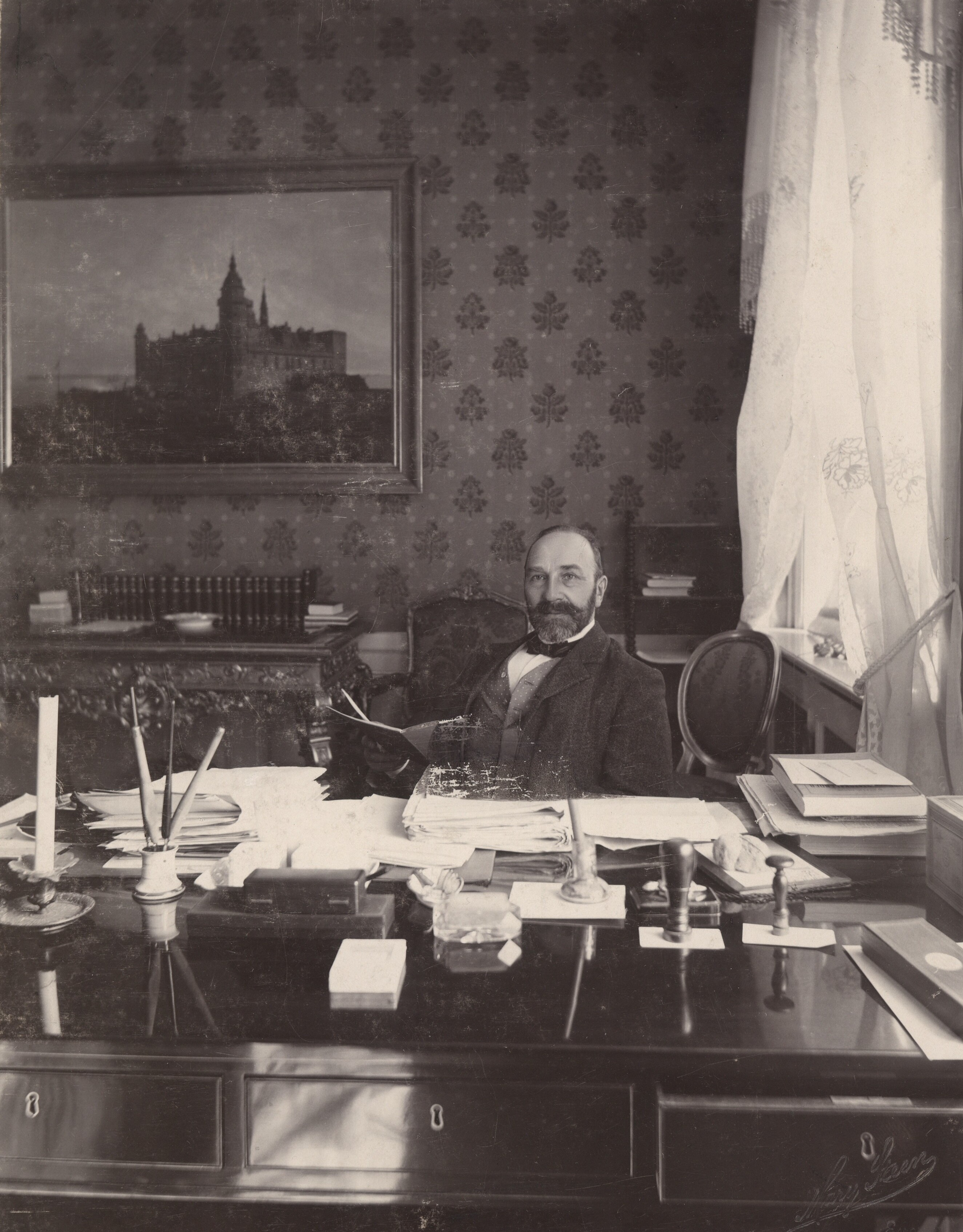
Statsminister Johan Henrik Deuntzer, cirka 1900.
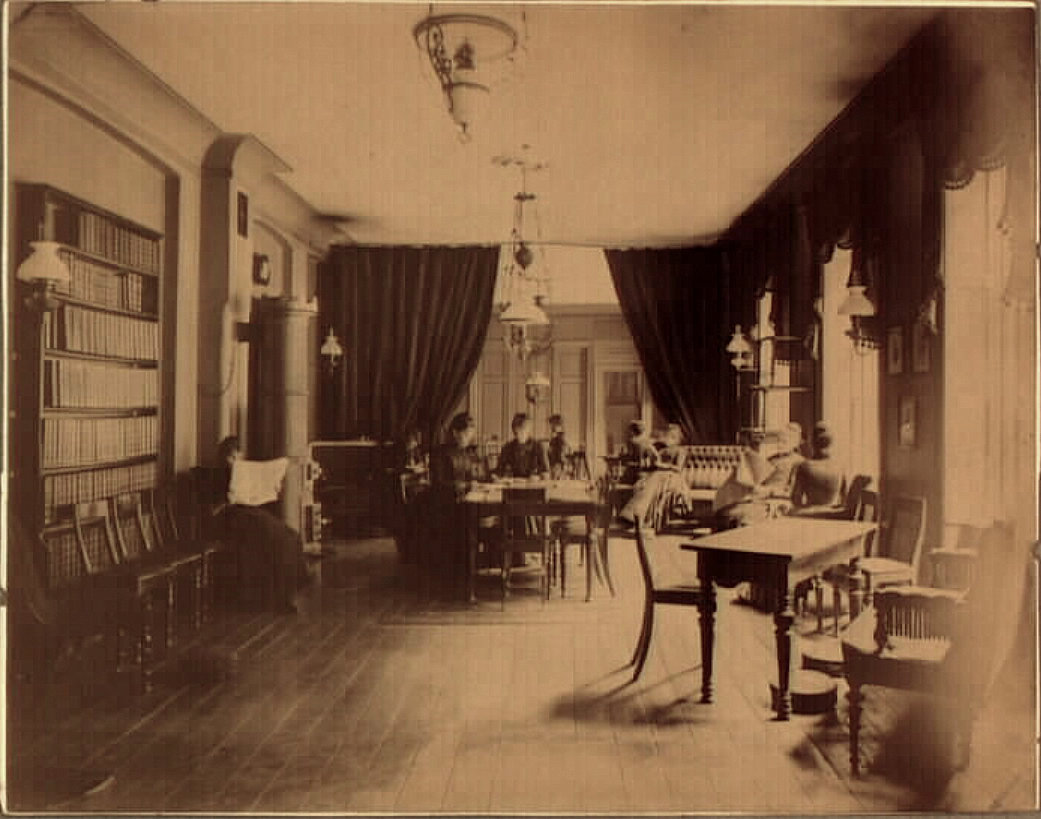
Kvinnliga läsföreningen i Köpenhamn.